# Cronaca Spagnola
La Crónica del Rey Enrico Otavo de Ingalaterra, conosciuta comunemente come Cronaca Spagnola, è un resoconto cronologico in lingua spagnola delle vicende che si susseguirono in Inghilterra nel XVI secolo, durante i regni di re Enrico VIII e del suo successore, re Edoardo VI.
L'autore della Cronaca Spagnola è sconosciuto, sebbene a volte si tenda ad identificarlo con Antonio de Guaras, un mercante spagnolo al servizio di Maria I Tudor (figlia di Enrico VIII e Caterina d'Aragona), giunto a corte al seguito di Eustace Chapuys (ambasciatore dell'Imperatore del Sacro Romano Impero Carlo V d'Asburgo presso la corte inglese a partire dal tardo 1529).
Originariamente scritto prima del 1552, solo nel 1889 il testo venne tradotto in lingua anglosassone dallo storico Martin Hume e pubblicato in Inghilterra con il titolo di The Chronicle of King Henry VIII of England.
Se da una parte la Cronaca Spagnola viene considerata un'importante fonte di informazioni sulle intricate vicende dei Tudor, dall'altra molti storici la considerano inattendibile, soprattutto perché troppo spesso le vicende  trascritte sembrano confondersi con i pettegolezzi dell'epoca.